# 1914 en sport
Cet article présente les faits marquants de l'année 1914 en sport.

## Automobile
- 30 mai : l'épreuve des 500 miles d'Indianapolis est pour la deuxième année consécutive remportée par un Français, René Thomas sur une Delage.

- 4 juillet : septième édition du Grand Prix de France à Amiens. Le pilote allemand Christian Lautenschlager s'impose sur une Mercedes.

## Baseball
- 22 avril : Babe Ruth (19 ans) fait ses grands débuts chez les professionnels avec les Baltimore Orioles.
- Les Boston Braves remportent les World Series face aux Philadelphia Athletics

## Cricket
- Le Surrey est champion d’Angleterre.
- New South Wales gagne le championnat australien, le Sheffield Shield.

## Cyclisme
- Le Français Charles Crupelandt s'impose dans le Paris-Roubaix.
- Tour de France (28 juin au 26 juillet) : le Belge Philippe Thys remporte le Tour devant Henri Pélissier et Jean Alavoine.
  - Article détaillé : Tour de France 1914

## Football
- 25 avril : Burnley FC remporte la Coupe d’Angleterre en s’imposant en finale face à Liverpool FC, 1-0.
- 26 avril : Lille Olympique est champion de France (titre unifié) en s'imposant en finale du Trophée de France face aux Bordelais de la VGA Médoc.
- 10 mai : Athletic Bilbao remporte la Coupe d’Espagne face à l’Espanyol Barcelone, 2-1.
- 10 mai : FC Aarau remporte le Championnat de Suisse.
- 31 mai : Fürth est champion d’Allemagne en s'imposant 3-2 après prolongation en finale nationale face au VfB Leipzig.
- 12 juillet : Casale champion d’Italie.
- 26 août : fondation à São Paulo (Brésil) du club de football Sociedade Esportiva Palestra Itália, qui prendra, en 1942 le nom de Sociedade Esportiva Palmeiras et deviendra l'un des clubs les plus populaires du Brésil.
- 12 juillet : le Racing Club de Avellaneda est champion d'Argentine.
- 1er novembre : fondation du Botafogo Sport Club, également connu sous le nom de Sport Club Botafogo, club brésilien de football basé à Salvador de Bahia dans l'État de Bahia.

- Dates non renseignées ou inconnues :
  - Blackburn Rovers est champion d’Angleterre.
  - Celtic FC est champion d’Écosse.
  - Daring est champion de Belgique.
  - Linfield FAC est champion d'Irlande.

- Article détaillé : 1914 en football

## Football canadien
- Coupe Grey : Argonauts de Toronto 14, Université de Toronto 2.

## G
- Le Britannique Harry Vardon remporte le British Open.
- L’Américain Walter Hagen remporte l’US Open.

## Hockey sur glace
- Les Blueshirts de Toronto remportent la Coupe Stanley.
- Coupe Magnus : les Patineurs de Paris sont Ligue Magnus champions de France.
- HC Les Avants remportent le championnat de Suisse.
- La Bohême remporte le championnat d'Europe.

## Rugby à XIII
- Hull remporte la Challenge Cup anglaise.
- Salford est champion d’Angleterre.
- South Sydney remporte la Winfield Cup, championnat d’Australie.

## Rugby à XV
- Perpignan est champion de France.
- L’Angleterre remporte le Tournoi des Cinq Nations en signant un Grand Chelem.
- Les Midlands est champion d’Angleterre des comtés.
- Wellington remporte le championnat de Nouvelle-Zélande par provinces, le Ranfury Shield.
- La Western Province remporte le championnat d’Afrique du Sud des provinces, la Currie Cup.

## Tennis
- 24e édition du championnat de France :
  - Le Français Max Decugis s’impose en simple hommes.
  - La Française Marguerite Broquedis s’impose en simple femmes.
- 38e édition du Tournoi de Wimbledon :
  - L’Australien Norman Brookes s’impose en simple hommes.
  - La Britannique Dorothea Lambert Chambers en simple femmes.
- 34e édition du championnat des États-Unis :
  - L’Américain Richard Williams s’impose en simple hommes.
  - L’Américaine Mary Browne s’impose en simple femmes.
- L’Australie remporte la Coupe Davis face aux États-Unis (3-2).

## Naissances
- 25 janvier : Désiré Koranyi, footballeur français
- 31 janvier : Jersey Joe Walcott, boxeur américain. († 25 février 1994).
- 4 février : Maurice Dupuis, footballeur français.
- 23 février : Theofiel Middelkamp, coureur cycliste néerlandais, champion du monde sur route en 1947. († 2 mai 2005).
- 24 février : François Bourbotte, footballeur français. († 15 décembre 1972).
- 14 mars : Lee Petty, pilote automobile américain. († 5 avril 2000).
- 21 mars : Michel Frutoso, footballeur français
- 31 mars : André Simonyi, footballeur français
- 13 mai : Joe Louis, boxeur américain, surnommé le « Bombardier noir », champion du monde des lourds entre 1937 et 1949. († 12 avril 1981).
- 24 mai : Giordano Cottur, coureur cycliste italien. († 8 mars 2006).
- 16 juin : Louis Gabrillargues, footballeur français
- 1er juillet : Christl Cranz, skieuse allemande, championne olympique en Slalom et en Combiné aux J.O. de 1936 à Garmisch-Partenkirchen. († 28 septembre 2004).
- 13 juillet : Gertrud Meyer, gymnaste artistique allemande. († 23 octobre 1999).
- 18 juillet :
  - Oscar Heisserer, footballeur français. († 7 octobre 2004).
  - Gino Bartali, coureur cycliste italien. († 5 mai 2000).
- 19 juillet : Marius Russo, joueur américain de baseball. († 26 mars 2005).
- 9 août :
  - Joe Mercer, footballeur anglais.
  - Ali de Vries, athlète néerlandaise. († 20 janvier 2007).
- 13 août : Mario Ricci, coureur cycliste italien. († 22 février 2005).
- 20 septembre : Marcel Kint, surnommé « L'Aigle Noir », coureur cycliste belge. († 23 mars 2002).
- 31 octobre : John Hugenholtz, concepteur de citcuits automobiles néerlandais, designer des circuits de Jamara (Espagne), Zandvoort (Pays-Bas) et Suzuka (Japon).. († 25 mars 1995).
- 25 novembre : Joe Di Maggio, joueur de baseball américain. († 8 mars 1999).
- 3 décembre : Philipp Schenk, joueur professionnel allemand de hockey sur glace.
- 4 décembre : George Swindin, footballeur anglais. († 27 octobre 2005).

- Robert Busnel, basketteur français

## Décès
- 6 septembre : Alfred Mayssonnié joueur international de rugby à XV et adjudant au 259e régiment d'infanterie est tué à l'ennemi entre Osches et Ippécourt, dans la Meuse, lors de la première bataille de la Marne.
- 29 septembre : Jean Bouin, athlète français, spécialiste des courses de fond et soldat de 2e classe au 163e régiment d'infanterie est tué à l'ennemi à Xivray, dans la Meuse, lors de la première bataille de la Marne. (° 20 décembre 1888).